# Louis-Marie Ling Mangkhanekhoun
Louis-Marie Ling Mangkhanekhoun (Bonha-Louang, 8. travnja 1944.) laoski je prelat Katoličke Crkve. Biskup je od 2001., a kardinalom je proglašen 28. lipnja 2017., a od 16. prosinca 2017. služi kao apostolski vikar u Vientianeu. On je prvi kardinal iz Laosa.